# 田中薫 (評論家)
田中 薫（たなか かおる、1941年3月14日 - ）は、日本のエディトリアルデザイン・書物評論家。
日本出版学会、日本旅行作家協会、日本グラフィックデザイナー協会会員。

## 来歴
埼玉県浦和市（現在のさいたま市）生まれ。1964年東京学芸大学美術学科卒業。1965年桑沢デザイン研究所修了。
図書出版二玄社を経て毎日新聞社出版局に勤務。『毎日グラフ』別冊編集長、美術出版部長、第二図書編集部長を経て、1995年宮崎公立大学人文学部国際文化学科助教授、98年教授。2005年定年退官。

## 著書
- 『レイアウトの技術 1 (印刷物の作り方入門 基礎編)』現代ジャーナリズム出版会 1976
- 『レイアウトの技術 2 (印刷物の作り方入門 応用編)』現代ジャーナリズム出版会 1977
- 『ニッポン旅の絵本』絵と文　伝統と現代社 1978
- 『ペン画淡彩による建築写生 建物をテーマにした淡彩画の技法』美術出版社 1979 新技法シリーズ
- 『エディトリアル・デザイン演習 ひとりで学べる印刷物制作・発注・指定の実際』三麗社 1982
- 『西洋館漫歩 建築スケッチの旅』絵と文 鹿島出版会 1984
- 『書票で楽しむ 日本の蔵書票と作例にみる新しい傾向』さきたま出版会 1993
- 『書籍と装幀 近代日本装幀史の研究』書肆緑人館 1997
- 『書籍と活字 明治以降の書籍印刷における活字の変遷に関する研究」書肆緑人館 1999
- 『書籍と印刷の話 活字文化は滅びない』燃焼社 2000
- 『本と装幀』沖積舎 2000
- 『メディア表現とパブリケーション教育 出版教育への1つの試み 宮崎公立大学での5年間』宮崎公立大学人文学部国際文化学科田中研究室編 書肆緑人館 2000
- 『自費出版 出版活動のもう一つの側面を考える』宮崎公立大学人文学部国際文化学科田中研究室編 書肆緑人館 2001
- 『出版される前に 自分の本を作りたいあなたへのアドバイス』沖積舎 2003
- 『書籍と紙 出版文化を支えるもう一つの側面を考える』宮崎公立大学人文学部国際文化学科田中研究室編 書肆緑人館 2003
- 『九州・宮崎と出版 その現状と歩みをさぐる』宮崎公立大学人文学部国際文化学科田中研究室編 書肆緑人館 2004
- 『宮崎が好き 薫先生の日向つれづれ記』鉱脈社 2007